# Dieterici-egyenlet
A reális gázok állapotának leírására (állapotjelzők közötti matematikai összefüggés megadására) nagyon sok próbálkozás történt. Az első a van der Waals-egyenlet volt, amely figyelembe vette a gázrészecskék (atomok, molekulák) közötti kohéziós erőket, valamint a részecskék saját térfogatát. 
A Dieterici-egyenlet – amelyet Conrad Dieterici állított fel – szintén két anyagi minőségtől függő állandót tartalmaz és a kohéziós erők okozta belső nyomás miatti korrekciót exponenciális tényezővel veszi figyelembe: 
{\displaystyle p={\frac {RT}{V-b}}\cdot \exp \left(-{\frac {a}{VRT}}\right)}
az összefüggésben 
- p – nyomás, Pa
- T – Hőmérséklet, K
- V – moláris térfogat, m³/mol
- R – egyetemes gázállandó, 8,314 J/mol·K
- a – a kohéziós erők miatti állandó
- b – a részecskék térfogata miatti állandó

Az a és a b állandó – hasonlóan a van der Waals-állandókhoz – egyértelmű kapcsolatban van a kritikus állapotjelzőkkel:
{\displaystyle T_{\mathrm {c} }={\frac {a}{4Rb}}\ ;\quad p_{\mathrm {c} }={\frac {a}{4b^{2}\mathrm {e} ^{2}}}\ ;\quad V_{\mathrm {c} }=2b\ .}